# Clifton Davis
Clifton Duncan Davis (né le 4 octobre 1945 à Chicago) est un acteur, chanteur, pasteur, et auteur américain.
Davis a écrit le tube no 2 des Jackson Five Never Can Say Goodbye en 1971. Il a de nombreux mérites à Broadway, dont Hello, Dolly! (face à Pearl Bailey), Aladdin, Wicked, son Two Gentlemen of Verona, nommé aux Tony Awards et autres. Davis jouait dans les émissions télévisées That's My Mama, Amen, Madam Secretary, et d'autres. Il présenta les Stellar Awards, le Gospel Superfest et le Lifestyle Magazine. Davis est apparu sur les jeux télévisés Match Game et Pyramid et est apparu dans plusieurs films.
David est un pasteur de l'église baptiste et a également dirigé un ministère interconfessionnel pendant de nombreuses années. Il est plusieurs fois invité sur la Trinity Broadcasting Network. Davis rédige "Un souvenir Mason-Dixon", un des chapitres dans l'ouvrage Chicken Soup for the Soul, sur le racisme qu'il a subi lorsqu'il devient adulte.

## Enfance
Davis nait à Chicago (Illinois), le fils de Thelma van Putten Langhorn, une infirmière, et Toussaint L'Ouverture Davis, un pasteur de l'Église adventiste du septième jour. Il grandit à Mastic (New York), et il est diplômé de la Pine Forge Academy, un pensionnat dirigé par l'Église adventiste du septième jour. Davis détient un Bachelor of Arts en Théologie de l'université Oakwood et une maîtrise Master of Divinity de l'université Andrews.

## Carrière

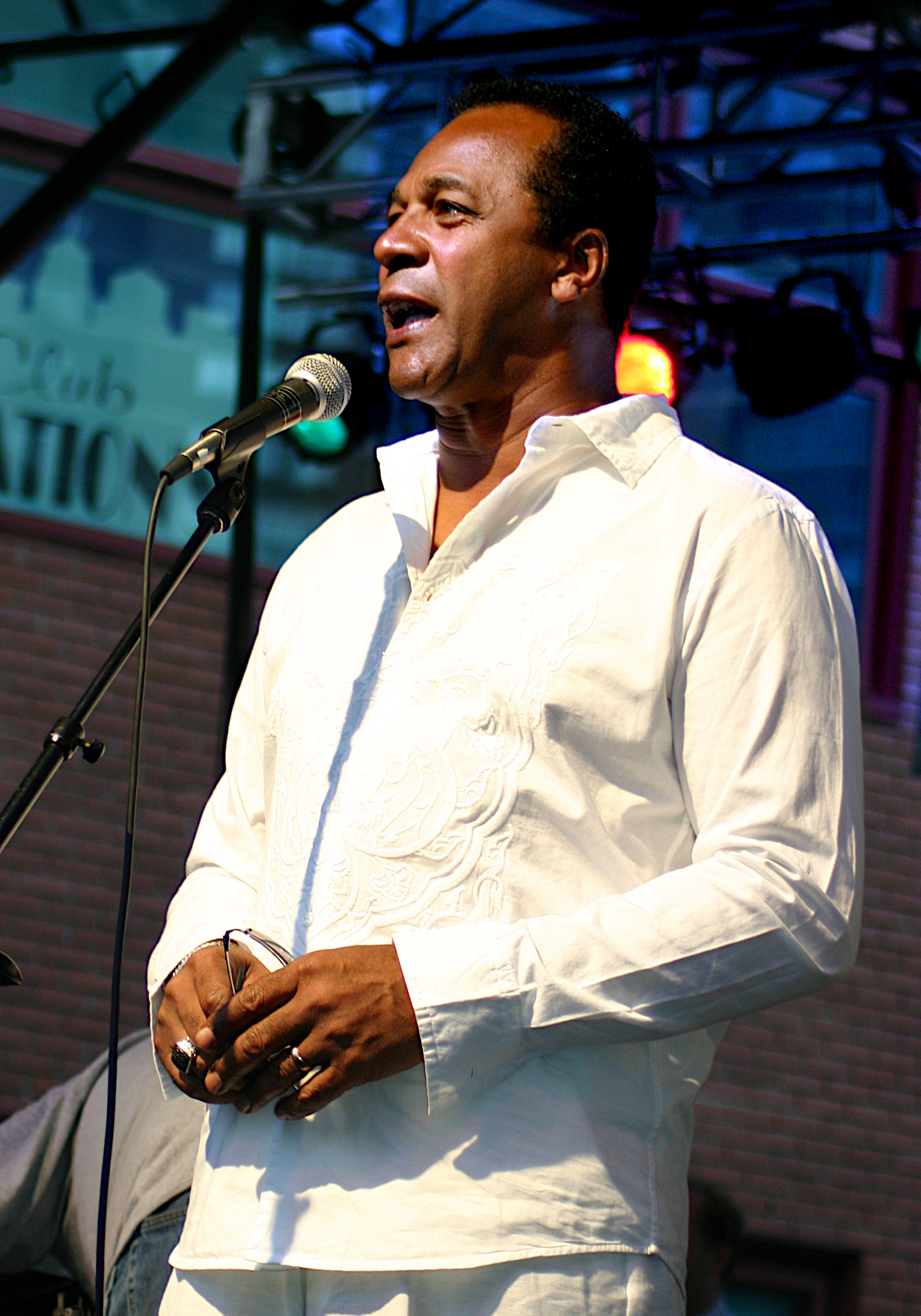
Clifton Davis dans un club

Avant de devenir un acteur accompli Davis est un parolier ayant écrit le tube no 2 des Jackson 5 Never Can Say Goodbye.
Il réalise ses débuts à Broadway au milieu des années 60 en tant que remplaçant dans la production originale de Hello, Dolly! En 1969, il remplace Cleavon Little dans le rôle de Lee Haines dans Jimmy Shine, face à Dustin Hoffman et Rue McClanahan. L'année suivante, il est remplaçant pour Al Freeman, Jr. dans la pièce éphémère Look to the Lillies, suivi par un rôle où il est mis en vedette dans The Engagement Baby. Il crée le rôle de Valentin dans la comédie musicale Two Gentlemen of Veronica de Galt MacDermot et John Guare, basée sur la comédie éponyme Shakespeare,. Pour cette production il est nommé pour un Tony Award du Meilleur Acteur dans une Comédie Musicale en 1972. Il quitte la production de Broadway le 27 novembre 1972, afin d'ouvrir une compagnie de tournée en janvier 1973. Il joue le rôle de Joey Evans dans la reprise de Pal Joey, qui est appelé Pal Joey '78. Il retourne à Broadway en 2014, créant le rôle de Sultan dans l'adaptation au théâtre du Disney Aladdin. En 2022, Davis rejoint la compagnie de Broadway de Wicked, jouant Dr Dillamond, un rôle qu'il avait joué auparavant dans la pièce des deux compagnies de tournée séparées. Il obtient de nombreux succès Hors-Broadway également, dont How to Steal an Election (1968), Horseman, Pass By (1969), To Be Young, Gifted and Black de Lorraine Hansberry (1969), Do It Again! (1971), et Hapgood (1994).
Il joue le barbier Clifton Curtis dans l'émission télévisée du milieu des années 70 That's My Mama avec Theresa Merritt, Theodore Wilson, et Ted Lange.
Davis partage l'affiche avec la chanteuse Melba Moore sur son émission télévisée de variété musicale. Il est invité sur le plateau du The Bobby Vinton Show lors du troisième épisode de la première saison en septembre 1975, chantant  "I've Got the Music in Me" et "Never Can Say Goodbye". Il chante les paroles en polonais avec Vinton sur le générique de l'émission, intitulé "My Melody of Love".
Survivant d'un triple pontage coronarien, Davis participe aux compétitions sportives télévisées de célébrité "Superstars" des années 70 ainsi que plusieurs apparitions comme l'un des invités du jeu télévisé Match Game. Il apparait dans le film Scott Joplin, en 1977. Davis fait de nombreuses apparitions sur plusieurs incarnations de Pyramid du début des années 70 jusqu'au début des années 90.
De 1986 à 1991, Davis partage l'affiche avec Sherman Hemsley et Anna Maria Horsford comme le Révérend Docteur Ruben Gregory dans la sitcom Amen, qui dure pendant cinq saisons. Davis dévoile un enregistrement studio en 1991 sur Benson Records intitulé Say Amen. Il joue aussi le maire de Miami dans le film L'Enfer du dimanche, sorti en 1999. Davis joue dans Aladdin à Toronto et à Broadway, jouant le Sultan d'Agrabah.

## Ministère
De 1987 à 1989, il est un Pasteur Associé de l'église des adventistes du septième jour de l'université de Loma Linda au sud de la Californie. Pendant les vingt-cinq dernières années, Davis est un membre actif de Youthville, une agence de protection de l'enfance. Il est cofondateur et co-pasteur du Welcome Christian Center à Huntington Beach, Californie. Davis est un pasteur agréé de la St. Luke Baptist Church, New York, New York. Il dirige un ministère interconfessionnel pendant plus de 30 ans. Davis y est Porte-Parole National et président du conseil d'administration consultatif. Il est l'animateur de The Most Soulful Sound, une compétition annuelle de chorale gospel à Raleigh, Caroline du Nord. David accueille également un tournoi de golf annuel dédié aux célébrités à la Elizabeth City State University, où il est vice-chancelier pour l'Avancée Institutionnelle. Depuis la fin 2005, Davis occupe le poste de directeur exécutif de Welcome America, une organisation à but non-lucratif à Philadelphie, Pennsylvanie, qui accueille la plus grande célébration du Quatre Juillet dans la nation chaque année. Il est un invité régulier et animateur sur la Trinity Broadcasting Network. Davis anima également l'émission télévisée Gospel Superfest de 2000 à 2008, diffusée par United Television.

## Filmographie

### Films
| Année | Titre                                           | Rôle                                        |
| ----- | ----------------------------------------------- | ------------------------------------------- |
| 1972  | Together for Days                               | Gus                                         |
| 1974  | Lost in the Stars                               | Absalom                                     |
| 1994  | Heart of Stone                                  | Richard Polite                              |
| 1999  | L'Enfer du dimanche                             | Maire Tyrone Smalls                         |
| 2001  | We Are Family                                   | Charles Winslow                             |
| 2001  | Le Grand Coup de Max Keeble                     | Superintendent Bobby "Crazy Legs" Knebworth |
| 2001  | The Painting                                    | Thomas Ayers                                |
| 2004  | Les Sorcières d'Halloween 3                     | Principal Flannigan                         |
| 2006  | The Engagement: My Phamily BBQ 2                | Oncle Joe                                   |
| 2007  | Cover                                           | D. A. Simmons                               |
| 2011  | David E. Talbert's What My Husband Doesn't Know | Franklin                                    |
| 2013  | God's Amazing Grace... Is Just A Prayer Away    | Wilbert Richardson                          |
| 2016  | Prayer Never Fails                              | Michael Brown                               |

### Télévision
| Année     | Titre                                               | Rôle                    | Remarques                               |
| --------- | --------------------------------------------------- | ----------------------- | --------------------------------------- |
| 1971      | A World Apart                                       | Matt Hampton            | 1 épisode                               |
| 1972      | The Melba Moore-Clifton Davis Show                  | Co-animateur            | Série                                   |
| 1973      | Love Story                                          | James Monroe            | épisode : "A Glow of Dying Embers"      |
| 1973-1977 | Police Story                                        | Mark Randolph Ed Webber | "The Ho Chi Minh Trail" "The Malflores" |
| 1974-1975 | That's My Mama                                      | Clifton Curtis          | Rôle principal (39 épisodes)            |
| 1977      | Scott Joplin                                        | Louis Chauvin           | Téléfilm                                |
| 1977      | Superdome                                           | P. K. Jackson           | Téléfilm                                |
| 1977      | Le trottoir des grandes                             | Comfort                 | Téléfilm                                |
| 1978      | Vegas                                               | Léon Hazlett            | épisode : "Le Téléthon"                 |
| 1978      | Cindy                                               | Capitaine Joe Prince    | Téléfilm                                |
| 1980      | La croisière s'amuse                                | Mr. Reeves              | épisode : "Qui est le maniaque ?"       |
| 1980      | Le Vagabond                                         | Phil McLean             | épisode : "Les Démolisseurs"            |
| 1980      | The Night the City Screamed                         | Arnold Clements         | Téléfilm                                |
| 1981      | Don't Look Back: The Story of Leroy 'Satchel' Paige | Cool Papa Bell          | Téléfilm                                |
| 1986-1991 | Amen                                                | Révérend Reuben Gregory | Rôle principal (110 épisodes)           |
| 1989      | Dream Date                                          | Bill Fairview           | Téléfilm                                |
| 1990-1994 | Stellar Awards                                      | Co-animateur            | émissions spéciales                     |
| 1993      | The John Larroquette Show                           | Jada Sweet              | épisode : "Pros and Cons"               |
| 1996      | The Jamie Foxx Show                                 | Charles                 | épisode : "Seems Like Old Times"        |
| 1997      | Living Single                                       | Harrison Cushmore       | épisode : "Mother Inferior"             |
| 1997      | Sparks                                              | Pasteur Alexander       | épisode : "It's the Gospel"             |
| 1997      | Malcolm & Eddie                                     | Léonard Larson          | épisode : "Club Story"                  |
| 1997      | La Vie à cinq                                       | Martin Wilcox           | épisode : "Trouble-fête"                |
| 1997      | Une maman formidable                                | Dr. Swanson             | épisode : "Le père de Sam"              |
| 1997      | The Sentinel                                        | Président Lemec         | épisode : "De l'ombre à la lumière"     |
| 1997      | The Gregory Hines Show                              | Le père de Pauley       | épisode : "Three's Not Company"         |
| 1998      | Any Day Now                                         | Conseiller Lyle Hammond | épisode : "No Comment"                  |
| 1999      | In the House                                        | Ted Miller              | 2 épisodes                              |
| 2000      | City of Angels                                      | Dr Langston Ellis       | épisode : "Bride and Prejudice"         |
| 2000-2008 | Gospel Superfest                                    | Animateur               |                                         |
| 2001      | Lifestyle Magazine                                  | Animateur               | Série                                   |
| 2002      | Mes plus belles années                              | Alvin Lewis             | épisode : "Tensions familiales"         |
| 2004      | Half and Half                                       | Pasteur David Adams     | épisode : "Alléluia"                    |
| 2012      | Political Animals                                   | Reporter                | Minisérie ; épisode : "Pilot"           |
| 2012      | Mr. Box Office                                      | Juge                    | épisode : "Pilot"                       |
| 2013      | The First Family                                    | Clayton                 | épisode : "The First Triangle"          |
| 2015      | Madam Secretary                                     | Ephraim Ware            | Rôle récurrent                          |
| 2017      | Iron Fist                                           | Lawrence Wilkins        | Rôle récurrent                          |
| 2017      | The Good Fight                                      | Anthony Spiegel         | épisode : "Grand Jury"                  |
| 2018      | New Amsterdam                                       | Pierre Pampil           | épisode : "Rituel de protection"        |
| 2018      | Blue Bloods                                         | Inspecteur Azoulay      | épisode : "Manipulation mentale"        |
| 2019      | Godfather of Harlem                                 | Elijah Muhammad         |                                         |
| 2025      | Beyond the Gates                                    | Vernon Dupree           | [ 15 ]                                  |